# هواتو دارم (ترانه بی‌بی رکسا)
«هواتو دارم» (به انگلیسی: I Got You) ترانه‌ای از خوانندهٔ آمریکایی بی‌بی رکسا که در ۲۸ اکتبر سال ۲۰۱۶ به‌عنوان تک‌آهنگ اصلی از دومین ئی‌پی وی تحت عنوان تمام خطاهای تو: بخش ۱ منتشر گردید. این ترانه همچنین در یک تبلیغ برای گلکسی اس۲۱ به کار رفته بود.